# Čižovka-Arena
Čižovka-Arena (rusky Чижовка-Арена, bělorusky Чыжоўка-Арэна, v přepisu z běloruštiny Čyžoŭka-Arena) je víceúčelová krytá aréna nacházející se v Minsku, v hlavním městě Běloruska. Používá se hlavně pro koncerty, lední hokej, tenis a další vnitřní sportovní aktivity. Projekt arény Čyžouka byl několikrát změněn a definitivně schválen v červenci 2010. Kapacita arény čítá 9 614 diváků.
V hale se odehrálo Mistrovství světa v ledním hokeji 2014, kdy sloužila jako hlavní aréna. Na světovém šampionátu hostila základní skupinu A, 2 čtvrtfinále a 2 semifinále. V aréně se konají tenisové zápasy běloruského daviscupového a fedcupového týmu. Konalo se v ní finále Fed Cupu 2017, v němž Bělorusky podlehly Američankám 2:3 na zápasy.